# PL-1介壽號初級教練機

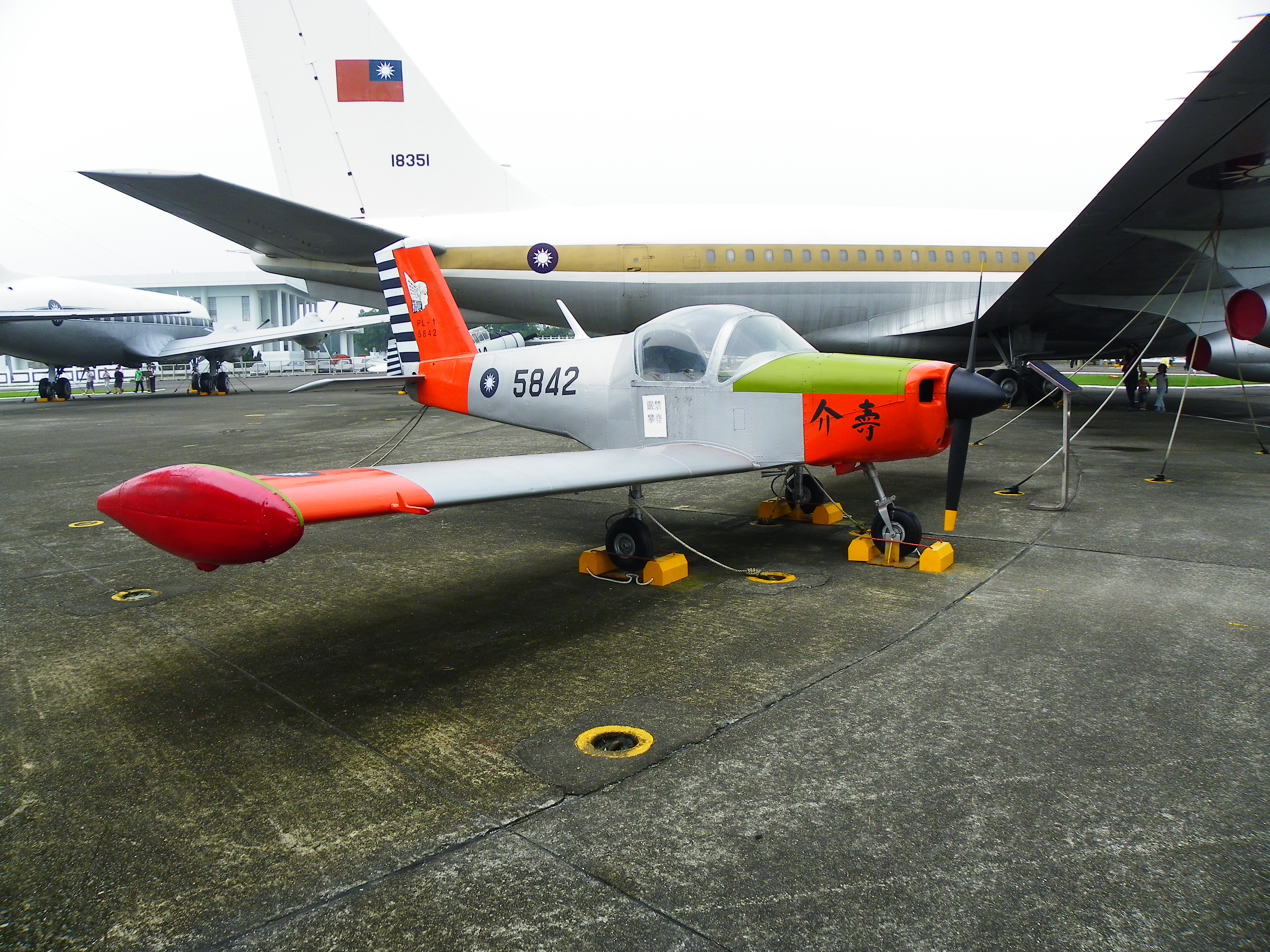
介壽號初級教練機（岡山空軍官校軍機展示場）

介壽號，全名PL-1介壽號初級教練機是由中華民國空軍技術局（現為漢翔航空工業股份有限公司）於1968年購得匈牙利裔美國籍工程師Ladislao Pazmany設計的PL-1型飛機藍圖後自行製造的單發動機螺旋槳雙座小型飛機。PL-1有懸臂低單翼與一固定三輪起落架。它可容納並排側座的兩個乘員，配備一個95匹馬力（71千瓦特）大陸C-90活塞式發動機。

## 發展概況
1962年
- PL-1是Ladislao Pazmany為在家自製飛機的市場設計的。
- 3月23日，原型機首次飛行。

1968年
- 中華民國空軍總司令賴名湯上將為期能恢復自國府遷台後空軍方面自行製造飛機的能力，指示空軍技術局，以自行仿製小型飛機為起點，重新展開自主製造研發飛機的任務。當時，中華民國空軍方面在《美國航空太空技術周刊》（US Aviation & Space Technology Weeks）中，發現匈牙利裔美籍工程師Ladislao Pazmany所設計出售的PL-1型飛機藍圖，相當適合在改良後做為軍用初級教練機，因此便出資向Ladislao Pazmany購買了PL-1型飛機的製造權。
- 6月，空軍技術局正式展開PL-1的研究計畫與前置作業。
- 10月26日，正式宣告完工並且成功地升空進行試飛。由於當時正好時值當時中華民國總統蔣中正的82歲生日，空軍藉此機會將新機敬獻以為賀禮，因此命名為「介壽號」（「介壽」乃「為蔣介石祝壽」之意）。
- 中華民國陸軍向航發中心訂購10架介壽號，供航訓班訓練定翼機飛行員使用，這10架飛機是為介壽號生產型的第二批。

1970年
- 1月，首批量產的PL-1B配備一個150馬力（112千瓦）Avco 萊康明（Lycoming） O-320發動機。PL-1B「介壽號」正式撥交中華民國空軍軍官學校（空軍官校），供空軍官校初級班作為感覺飛行及飛行鑑定之用。
- 中華民國陸軍開始接收使用。

1976年
- 中華民國陸軍全部10架飛機移交中華民國空軍軍官學校。

1982年
- 空軍官校將原來三級教練制改為二級教練制，因此PL-1B介壽號教練機正式宣佈除役，停飛封存。
- 直至正式除役為止，介壽號（包含PL-1以及改良後的PL-1B）共計完成了58架，包括3架原型機、空軍官校訂製45架、以及中華民國陸軍訂製10架。

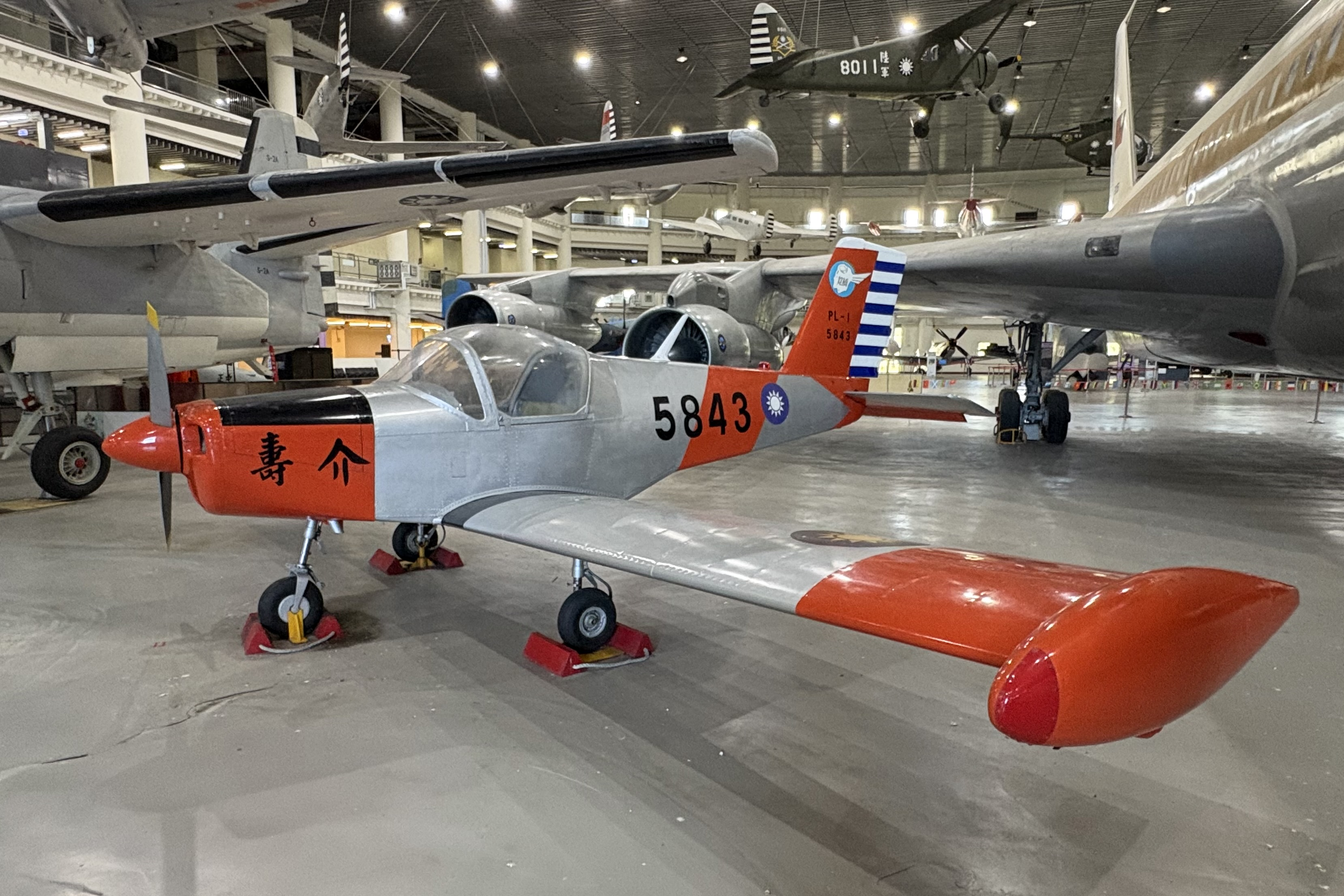
中華民國空軍PL-1B

## PL-2
PL-1第一次飛行不久後，Pazmany改進設計產生了PL-2。PL-2的駕駛艙寬度有輕微增加和結構的變化使其更容易由私人在家自己建造。PL- 2曾被東南亞地區的好幾個空軍評估。印度尼西亞得到PL-2授權生產成為 Lipnur的LT- 200。

## 重回青天
中華民國製造，編號「5849」的PL-1B在2008年被在美國南加州的李立揚買回。「58」代表本型機自民國58年開始量產製造、「49」是這架飛機的生產架次編號，當年共生產了58架，這壹架是第49架。1980年介壽號從空軍除役，其中5架被美國飛行愛好者買下，5849是其中的一架，也是唯一被聯邦航空管理局（FAA）登記碩果僅存、仍可飛行的一架。
另外當年中華民國空軍製造的第四架飛機（PL-1），由當年美軍顧問團空軍中校Robert Loeffler購買機身，而回美國後裝上美國之引擎，多年前曾在科羅拉多州失事。美國華人飛行協會成員卜君力、侯敏中、汪任、李立揚一同前往拆卸運回修復。
應天華請美國廠商以PL-2仿製介壽號，塗裝編號5858，2011年至2016年每次美國加州蒙特利當地慶助中華民國國慶時以此架編隊飛越活動現場上空，美國時間2017年7月14日於洛杉磯郡艾爾蒙地的聖蓋博谷機場墜毀。

## 使用國家
- 中華民國：中華民國空軍，PL-1（原型機）、3架PL-1A（預量產型）、PL1B（量產型）
- 中華民國：中華民國陸軍，PL-1B
- 印度尼西亞：印度尼西亞空軍，LT-200（PL-2）
- 斯里蘭卡：斯里蘭卡空軍
- 越南共和国：越南共和國空軍，只有一架飛機。

## 腳注
1. ↑  國產介壽號機 重翱南加天際中央社 2011-01-18
2. ↑  拯救介寿号起航 盼金援 （页面存档备份，存于）2011-06-11
3. ↑  應天華駕駛的國徽小飛機　是空軍介壽機復刻版 （页面存档备份，存于），蘋果日報，2017年7月15日
4. ↑  洛杉磯小飛機墜毀 華裔機師應天華罹難 （页面存档备份，存于），世界日報，2017年7月15日
5. ↑  台裔冒險飛行家應天華墜機亡　外館表哀痛將協助家屬 （页面存档备份，存于），蘋果日報，2017年7月15日

## 外部連結
- 漢翔航空工業股份有限公司
- PL-1介壽號照片（Airliners.net）（页面存档备份，存于）